# Eupatorium orogenes
Eupatorium orogenes là một loài thực vật có hoa trong họ Cúc. Loài này được L.O.Williams mô tả khoa học đầu tiên năm 1975.